# Partito di Azione Sociale
Il Partito di Azione Sociale (in lingua thai: พรรคกิจสังคม, trascrizione RTGS: Phak Kit Sangkhom) è stato un partito politico della Thailandia fondato nel 1974 e disciolto nel 2018. Si ispirava ai valori del conservatorismo liberale, del monarchismo e del liberismo.

## Storia

### Fondazione

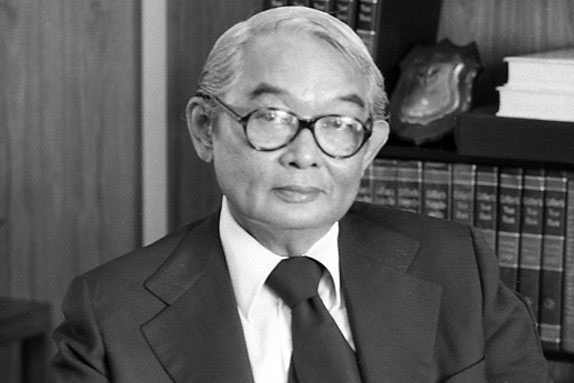
Kukrit Pramoj, fondatore del partito nel 1974

Il partito fu fondato nel 1974 dall'aristocratico Kukrit Pramoj dopo la sua fuoriuscita dal Partito Democratico. Tenace difensore della causa monarchica, nel 1945 Kukrit aveva fondato con il fratello Seni il Partito del Progresso, il primo partito formatosi in Thailandia, che era confluito dopo pochi mesi nel neonato Partito Democratico, di tendenze conservatrici e monarchiche. Durante la dittatura di Plaek Phibunsongkhram (dal 1948 al 1957), Kukrit era stato emarginato dalla vita politica per le sue posizioni filo-monarchiche e anti-governative che aveva espresso nel proprio quotidiano Siam Rath. Aveva invece appoggiato le successive dittature di Sarit Thanarat (dal 1958 al 1963) e di Thanom Kittikachorn (dal 1963 al 1973), che avevano restituito un ruolo di primo piano alla monarchia.
Le imponenti sollevazioni studentesche dell'ottobre 1973 posero fine alla dittatura militare di Thanom e favorirono il ritorno della democrazia nel Paese. I partiti ripresero potere e i fratelli Pramoj tornarono ad essere protagonisti in qualità di politici. Le prime elezioni del dopo-dittatura furono quelle del gennaio 1975, e per l'occasione Kukrit fondò il partito con altri membri dell'ala liberale del Partito Democratico. Azione Sociale ottenne 18 dei 269 seggi disponibili ed il governo fu affidato al fratello Seni, il cui Partito Democratico ne aveva presi 72. L'esecutivo di Seni fu presto messo in minoranza al parlamento e diede le dimissioni; il nuovo incarico fu affidato a Kukrit, che formò una coalizione con le destre. Governò in un periodo particolarmente turbolento della storia del Paese, con una grave crisi economica, profonde divisioni tra le varie fazioni civili della società e la riorganizzazione dell'esercito, che progettò un colpo di Stato. Tra i provvedimenti più importanti del suo governo vi fu il finanziamento di un progetto per il rilancio dell'economia rurale che comprendeva la creazione di nuovi posti di lavoro, lo sviluppo delle infrastrutture ed il supporto delle amministrazioni locali, da molti considerato un piano di stampo socialista.
Gli scioperi e le grandi dimostrazioni del gennaio del 1976 sgretolarono la maggioranza parlamentare, e ai vertici delle forze armate molti cominciarono a pensare che fosse necessario un nuovo colpo di Stato. Lo sciopero generale indetto contro l'aumento del prezzo del riso costrinse Kukrit ad accettare le richieste dei sindacati, tra le veementi proteste delle destre. Lo scontro si acuì quando un gruppo di dissidenti del Partito Democratico si ritirò dalla coalizione governativa per schierarsi con le opposizioni di sinistra. Fu posto il veto alla formazione di una coalizione governativa di sinistra e Kukrit fu costretto a dissolvere il parlamento e ad indire nuove elezioni.

### Ritorno della dittatura militare
Il Partito Democratico vinse le elezioni ottenendo 114 seggi ed il governo fu nuovamente affidato a Seni Pramoj. La campagna elettorale era stata particolarmente violenta, venne funestata da 30 omicidi politici ed il Partito del maggior generale Pramarn Adireksarn Nazione Thai lanciò lo slogan "la destra uccide la sinistra". Il Partito di Azione Sociale di Kukrit tornò all'opposizione, mentre le sinistre subirono una grande sconfitta. Fu in questo periodo che Pramarn progettò il rientro dall'esilio del dittatore Thanom, sperando di provocare sommosse popolari che gli sarebbero servite da pretesto per realizzare il colpo di Stato. L'arrivo a Bangkok di Thanom, avvenuto il 19 settembre, provocò la rabbia popolare e il 30 settembre gli studenti si riunirono a protestare nel campus dell'Università Thammasat di Bangkok. La manifestazione si protrasse fino al 6 ottobre, quando la polizia e gruppi paramilitari di estrema destra penetrarono nell'ateneo e compirono una strage tra i manifestanti passata alla storia come il massacro dell'Università Thammasat. Nel pomeriggio, i responsabili della strage e i membri delle organizzazioni che li appoggiavano si recarono alla sede del governo, dove chiesero ed ottennero le dimissioni di Seni.
Il neonato Consiglio Nazionale di Riforma Amministrativa (CNRA), una giunta filo-militare presieduta dal ministro della Difesa Sangad Chaloryu, prese il potere la sera stessa del massacro, precedendo così il golpe della fazione di destra più estrema comandata da Pramarn. Fu sciolto il  parlamento, abolita la costituzione e furono arrestati svariati oppositori. Due giorni dopo, con l'appoggio del CNRA, il re nominò primo ministro il presidente della corte suprema Thanin Kraivichien, che formò uno dei più feroci governi filo-monarchici ed anti-comunisti nella storia della Thailandia.

#### Partito di opposizione
Nei primi anni che seguirono, il Partito di Azione Sociale rimase confinato al di fuori della vita governativa e svolse un ruolo importante all'opposizione, criticando a più riprese i dittatori che si succedettero e in particolar modo il generale Prem Tinsulanonda. Kukrit lasciò la guida del partito nel 1985 al maresciallo in capo della Reale Aviazione Siddhi Savetsila e si ritirò dalla scena politica. I conflitti interni durante le elezioni generali del 1986 causarono una perdita significativa di voti. Le voci che il generale Arthit Kamlang-ek stesse segretamente finanziando il partito crearono una controversia, e nel maggio del 1986 vi fu la scissione della fazione vicina a Boontheng Thongsawasdi, finanziata da potenti imprenditori, che formò senza ottenere successo il Partito della Democrazia Unita.

#### Ritorno nelle coalizioni di governo
Una serie di scandali coinvolse membri del partito, che vennero accusati di corruzione; nel 1990 il primo ministro Chatichai Choonhavan minacciò di espellere Azione Sociale dalla coalizione di governo e chiese a Kukrit di rimpiazzare Siddhi Savetsila. Il vecchio leader accettò, tornando sulla scena politica per qualche mese, ed il partito rimase al governo. Nel dicembre del 1990, dopo che la leadership era stata affidata a Montri Pongpanich, Azione Sociale e Partito Democratico si ritirarono dalla coalizione di governo di Chatichai, Rientrarono nell'aprile del 1992 in quella filo-militarista di Suchinda Kraprayoon, per poi uscirne nuovamente il giugno successivo.
Una lotta di potere portò a una nuova scissione nel 1999, ed il partito ancora una volta si ritirò dalla coalizione di governo, guidato questa volta da Chuan Leekpai. Nel 2000, molti membri del partito, tra cui il leader Suwit Khunkitti, lasciarono Azione Sociale per unirsi all'emergente Partito Thai Rak Thai del futuro primo ministro Thaksin Shinawatra.

### Ultimi anni
Nel 2001, Azione Sociale aveva perso buona parte del seguito che si era creato negli anni settanta, e nelle consultazioni elettorali di quell'anno ottenne un solo seggio in parlamento. Il partito fu sciolto nel 2003 e ricostituito nel 2008 con il ritorno di Suwit, al quale il premier Abhisit Vejjajiva affidò il Ministero delle Risorse Naturali e dell'Ambiente. Alle elezioni del 2011, Azione Sociale ha ottenuto lo 0.3% dei voti e nessun seggio. La progressiva decadenza del partito portò al suo scioglimento, deciso nel 2018 dalla Commissione elettorale thailandese per non aver avuto il numero minimo di iscritti previsto dalle leggi sui partiti.